# Hespéros fils de Japet
Pour les articles homonymes, voir Hespéros.

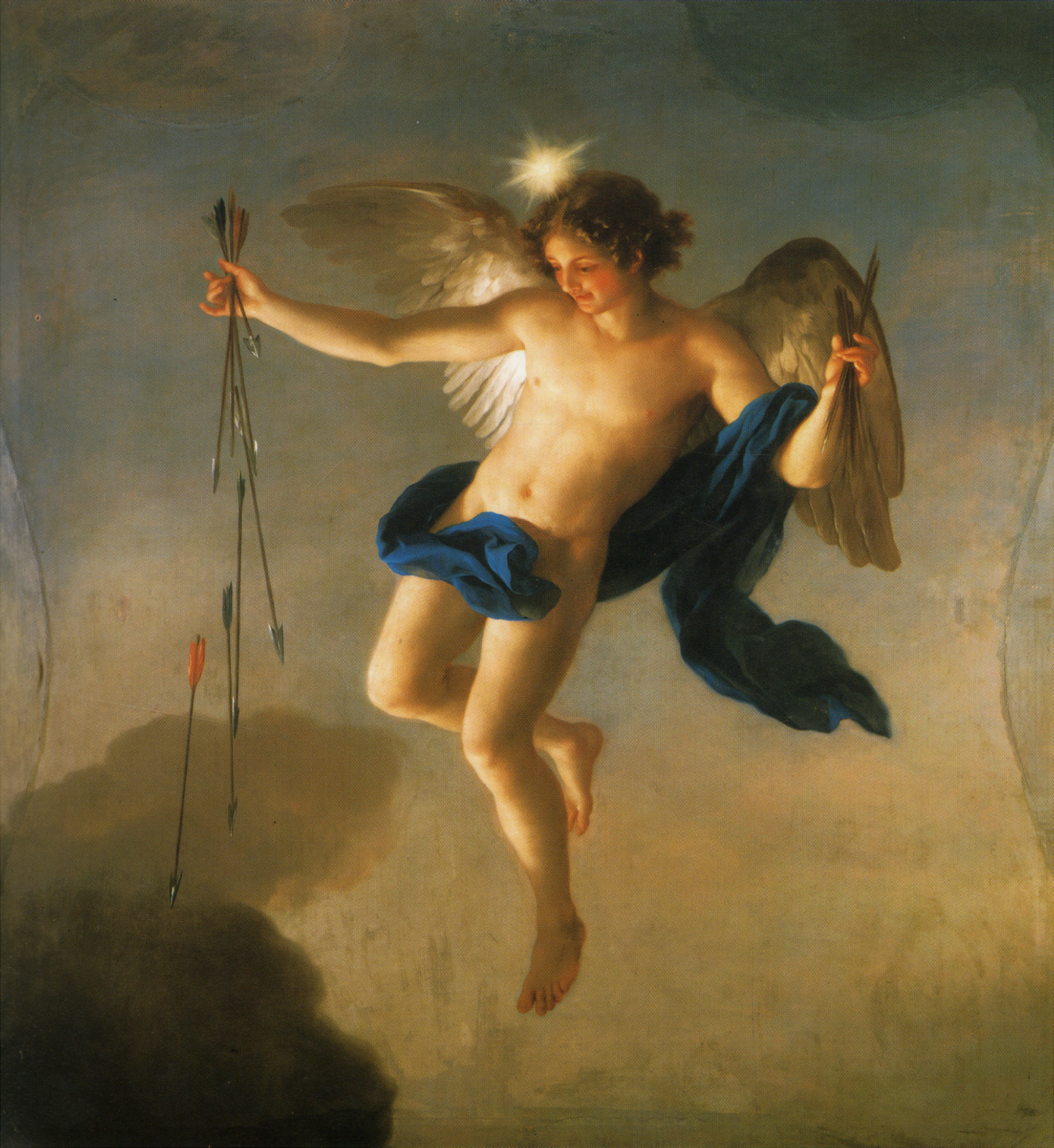
Anton Raphael Mengs, Hespéros personnifiant le Soir (vers 1765).

Dans la mythologie grecque, Hespéros (en grec ancien Ἕσπερος / Hésperos), fils de Japet et de Clymène (aussi appelée Asia), frère d'Atlas, est un Titan. Il passe pour le père d'Hespéris, une des Heures, celle du Soir.
C'est le premier qui monta sur la montagne de l'Atlas afin d'y observer les étoiles : « Là, une tempête l'enleva et il disparut sans laisser de traces. »

## Source
- Diodore de Sicile, Bibliothèque historique [détail des éditions] [lire en ligne] (IV, 27, 1-2).